# Fender Telecaster
Fender Telecaster, među gitaristima zvan samo Tele, je najstariji model električne gitare punog tijela (solid-body), s dva elektromagneta tvrtke Fender
dostupan na tržištu u jesen 1948. godine.

## Povijest
Fender Telekaster je kreirao Leo Fender u Fullertonu, u Kaliforniji 1949. godine. Prije ove njegove kreacije, u periodu od 1932. do 1949. godine,  pojedine firme i proizvođači gitara razvili su i proizveli određene tipove električnih gitara, ali nijedan od tih modela nije ima značajniji uspjeh na tržištu. Fenderov model gitare predstavlja prvu uspješnu kormercijalnu električnu gitaru, koja je ponuđena na tržištu.
Fender je imao svoju radionicu za popravak električnih uređaja, koja se zvala Fender's Radio Service, i gdje je u početku samo vršio popravke, a kasnije dizajnirao pojačala i elektromagnete za potrebe glazbenika. Uglavnom za poluakastične gitare, električne havajske gitare i mandoline. Glazbenici tog vremena su ozvučavali svoje instrumente u potrazi za što jačim zvukom, a poluakustične gitare kao model Gibson ES-150 bile su već dugo u upotrebi. Kvaliteta zvuka nije bio toliki prioritet, kao razlog zbog čega su glazbenici ozvučavali gitare, sve dok 1943. godine, Leo Fender i njegov partner Doc Kauffman nisu izradili grubu drvenu gitaru s elektromagnetima, koju su lokalni country glazbenici počeli tražiti za svoje svirke. Gitara je zvučala sjajnije i zvuk je bio dugotrajniji. Leo Fender je bio znatiželjan i dosta je eksperimentirao, da bi 1949. godine shvatio da koncept drvene gitare punog tijela daje mnogo bolje karakteristike instrumentu, ali također je znao da prije bilo kakve izrade komercijalne gitare, mora izraditi kvalitetniji prototip već postojeće gitare. Prvi ručno izrađeni prototip, nepravilna bijela gitara, imao je većinu karakteristika koje i danas ima Telekaster. Dizajnirana je u duhu havajskih gitara punog tijela koje je u to vrijeme izrađivala kompanija Rickenbacker. Mali i prosti dijelovi su izrađivani od bakelita, i aluminija, bili su spajani navojem, ali konstrukcija je bila od drveta.
Prvi model gitare imao je jedan elektromagnet i pojavio se 1950. godine, nazvan je 'Eskvajer'. Manje od 50. modela gitara je proizvedeno pod tim imenom, i većina njih je zamijenjena u garantnom roku, jer su otkrivene greške u samoj proizvodnji. Te gitare nisu imale trust rod (metalna šipka u vratu gitare) i zamijenjene su zbog krivljenja vrata gitare. Još u toku 1950. godine, prestala je proizvodnja ovih modela s jednim elektromagnetom, i nastavljena proizvodnja gitara s dva elektromagneta pod imenom Broadcaster guitar. Od tog trenutka sve buduće gitare imat će metalnu šipku u vratu. Kompanija Gretsch koja je proizvodila i poluakustične gitare (danas je u vlasništvu kompanije Fender), tvrdila je da ima pravo na ime Broadcaster (Brodkaster) po kome je nazvala i proizvedenu seriju bubnjeva. Nova kompanija u svojoj daljnjoj proizvodnji muzičkih instrumenata odlučila je da promijeni naziv u Telekaster, po tada novom i popularnom mediju televiziji (gitare koje su izrađivane u tom međuvremenu nisu imale nikakvu oznaku i danas se one populano zovu „Nokasteri“). Model s jednim elektromagnetom - 'Eskvajer', je ponovo vraćen u proizvodnju kao Telekaster gitara s jednim elektromagnetom, i s dosta nižom cijenom.
Godine 1951., Fender predstavlja 'Precizni bas' preteću Fender Precision Bass, koji je po konstrukcionim rješenjima dosta sličio Telekasteru. Ovaj model je ipak kasnije preimenovan u Fender Telecaster Bass.

## Konstrukcija
Fenderov prosti modularni dizajn omogućio je široku proizvodnju, i laku popravku oštećenih gitara. Komponente su izrađene brzo i jeftino, u velikim serijama, i spajane na proizvodnoj liniji. Tijela gitare su sječena na tračnoj pili od plača, što je bio totalno drugačiji koncept u izradi gitara tog vremena. Leo Fender nije koristio tradiconalno ljepljenje vrata u tijelo, nego je to uradio zavrtanjem vijaka. Ovo ne samo što je omogućilo bržu i jednostavniju proizvodnju već je dozvolilo da se vrat gitare lako demontira, servisira ili zamijeni. Čak se vrat izrađivao od jednog komada javora bez korištenja posebnog komada drveta za hvataljku, što je značilo da su se pragovi direktno ugrađivali u vrat gitare. Ovo je bilo potpuno drugačije u odnosu na tadašnji način, gdje su se za hvataljku koristili posebni komadi drveta od palisandra ili ebanovine, koji su ljepljeni na vrat od mahagonija. Elektronika gitare je bila smještena ispod ugradbenog panela i moglo joj se lako pristupiti, što je dalo veliku prednost u odnosu na klasičnu konstrukciju, kod koje je elektronika smještena u zvučnim rupama (kao u slučaju poluakustičnih gitara).
Klasična forma gitare je izuzetno jednostavna, vrat i hvataljka su izrađivani od jednog komada javora i uz pomoć navrtanja vijaka spojani su s prostim ravnim tijelom od jasena ili johe. Elektronika se sastojala od dva elektromagneta s jednim namotajem, koji su kontrolirani s trostepenim prekidačem, i s još dodatna dva potenciometra, za ton i glasnoću zvuka. Ploča je u početku bila izrađivana od bakelita, a kasnije od celulloida i plastike, direktno je ugrađen u tijelo gitare i pričvršćen s pet vijaka. Originalni prekidač koji je bio korišten u periodu od 1950. – 1952. godine, dozvoljavao je odabir elektromagneta pri vratu s uklonjenim visokim tonovima u prvoj poziciji (za dublji zvuk), te odabir elektromagneta pri vratu s normalnim zvukom u drugoj poziciji. Treća pozicija prekidača predstavljala je kombinaciju oba elektromagneta, a odnos te kombinacije je zavisio od položaja potenciometra tona. U suštini nije postojala prava kontrola tona. Drugi potenciometar je služio za podešavanje glasnoće zvuka.
Gitara je ubrzo postala popularna, i mnogi drugi renomirani proizvođači gitara počinju razvoj elktričnih gitara punog tijela, kao što je Gibson, sa svojim Gibson Les Paul modelom iz 1952., godine. Tu su još: Gretz, Rickenbacker, i ostali.
Tipični moderni Telekasteri izrađuju se s nekoliko detalja koji su različiti u odnosu na klasičnu formu. Moderni Telekasteri imaju 22. praga (klasični je imao 21.) iako postoje varijante i s dvije oktave 24. praga. Most s tri sedla kod klasičnih modela zamijenjen je s varijantom od 6. sedla. Također postoje i razlike u sistemu kontrole zvuka uz pomoć prekidača i potenciometara. Tokom CBS (CBS) ere 70-ih godina, došlo je i do promjene u dizajnu tijela. Novi oblik je imao izraženiji usijek na tijelu gitare. Proizvodnja gitare s ovakvim oblikom tijela prestaje 1982. godine.

## Zvuk Telekaster gitare
Zvuk Telekaster gitare može se opisati kao čist i bogat zvuk. Jedna od tajni njegovog zvuka leži u elektromagnetu iznad mosta (bridge), koji ima više namotaja od elektromagneta bliže vratu, i stvara mnogo jači izlaz, ponekad čak i duplo jači u odnosu na elektromagnet bliži vratu gitare. U isto vrijeme, kondenzator smješten između potenciometara, pojačava više tonove, dok su niži i srednji tonovi prigušeni. Čvrsto i puno tijelo gitare omogućava čist i pojačan zvuk žica, za razliku od poluakustičnih gitara kod kojih se javlja neželjeni povratni ton. Ovaj dizajn je omogućio zvuk sličan zvuku akustičnih 'western gitara' s metalnim žicama, zbog čega je ova gitara bila vrlo popularna u country glazbi.

## Ostali modeli
Telekaster gitare su oduvijek bile interesantne za maštovita dorađivanja. S vremena na vrijeme pojavljivale su se razne varijante ove gitare, s različitim izborom elektromagneta, kao što su: dvostruki bliže vratu, zatim po tri elektromagneta, dva dvostruka s posebnom shemom spajanja. Fender je u prodaji nudio i takozvane hot rod Telce (hot-rodded Teles) s takvim odabirom elektromagneta, kao što su US Fat Fender US Fat i Fender American Nashville B-Bender Telecaster Telekaster Deluks Blokout Fender Deluxe Blackout Telecaster s tri elektromagneta i sl. Jedna od varijanta je Telecaster Thinline poluakustična gitara, s dva standardna elektromagneta.
- Telecaster Thinline

Ovo je model poluakustične gitare koja je prvi put predstavljena u periodu 1968/1969. godine. Dizajnirao ju je njemački konstruktor gitara Roger Rossmeisl. Danas su ovi modeli dostupni u dvije varijante. Prva varijanta iz '69. s dva standardna Telekaster elektromagneta i tijelom od mahagonije, i druga varijanta iz '72., koja je bazirana po Fender Deluxe Blackout Telecaster verziji.
- Telecaster Custom

Ovaj model gitare postao je popularan zahvaljujući gitaristi Rolling Stonesa Keith Richardsu, koji ga je predstavio 1970. godine. Gitara je bila je opremljena s Fenderovim dvostrukim elektromagnetom bliže vratu, i standardnim elektromagnetom s jednim namotajem bliže mostu gitare. Tržištu je predstavljen kao model 1972 Custom.

## Nazivi modela
Da bi se modeli Telekastera razlikovali po mjestu proizvodnje, Fender ima jedinstveni sustav imenovanja modela. Modeli Standard i Clasic proizvode se u pogonima izvan SAD-a, dok se modeli pod nazivom: Američki, Specijalne edicije i Hajvej modeli proizvode isključivo u SAD-u. Modeli koji se proizvode izvan SAD-a npr., u Meksiku, Japanu i Južnoj Koreji su jeftiniji i dostupniji modeli.
Dalje, postoje modeli gitara po imenima glazbenika koji na njima sviraju, i to su takozvani 'Artist modeli'. Glazbenici čije ime nose ovi posebni modeli Telkaster gitara su: James Burton, John 5, Muddy Waters, Jim Root, Joe Strummer i Jim Adkins. Artist modeli su kvalitetnije konstrukcije i izrade, i njihova cijena je znatno viša od ostalih modela.

## Ostale značajke
Telekaster gitare su imale veliki značaj u razvoju country glazbe, bluesa, funka i rock glazbe, prvenstveno zbog svoje čvrste konstrukcije koja je dozvoljavala glasnije sviranje, veću trajnost zvuka i manje povratnih efekata koji su bili karakteristični za poluakustične gitare. Iako je model star više od pola stoljeća, s njegovom proizvodnjom se nikada nije prestajalo i pored toga što su konstantno pojavljivali noviji suvremniji modeli, kao Stratokaster.

## Poznati glazbenici koji su svirali na Fender Telecasteru
S obzirom na to da je model Telecaster najstarija proizvedena električna gitara u povijesti glazbe, mnogi poznati gitaristi pod nazivom "tele" imali su ga u svojoj lepezi instrumenata:
| - Buck Owens - Waylon Jennings - James Burton - John Frusciante - Danny Gatton - Eric Clapton - Roy Buchanan - Albert Collins - Muddy Waters - Mike Bloomfield | - Steve Cropper - George Harrison - Keith Richards - Bruce Springsteen - Andy Summers - Jimmy Page - Jeff Beck, - Albert Lee - Joe Strummer |

I mnogi drugi.

## Vanjske poveznice
- Telecaster.com - Fender Telecaster Forum